# Krasne (rejon szczuczyński)
Krasne (biał. Краснае; ros. Красное) – wieś na Białorusi, w obwodzie grodzieńskim, w rejonie szczuczyńskim. 
W latach 1921 – 1939 wieś należała do gminy Berszty, w powiecie grodzieńskim województwa białostockiego.
Według Powszechnego Spisu Ludności z 1921 roku ówcześnie zaścianek zamieszkiwało 78 osób, wśród których 75 było wyznania rzymskokatolickiego a 3 prawosławnego. Jednocześnie 75 mieszkańców zadeklarowało polską przynależność narodową, 3 białoruską. Było tu 15 budynków mieszkalnych. 